# Монтур (округ)
Округ Монтур (англ. Montour County) располагается в штате Пенсильвания, США. Официально образован 3 мая 1850 года. По состоянию на 2010 год численность населения составляла 18 267 человек.

## География
По данным Бюро переписи США, общая площадь округа равняется 341,880 км2, из которых 339,290 км2 суша и 5,180 км2 или 1,170 % — водоемы.

## Население
По данным переписи населения 2000 года в округе проживает 18 236 жителей в составе 7 085 домашних хозяйств и 4 817 семей. Плотность населения составляет 54,00 человека на км2. На территории округа насчитывается 7 627 жилых строений, при плотности застройки около 23,00-х строений на км2. Расовый состав населения: белые — 96,67 %, афроамериканцы — 1,01 %, коренные американцы (индейцы) — 0,07 %, азиаты — 1,28 %, гавайцы — 0,00 %, представители других рас — 0,38 %, представители двух или более рас — 0,59 %. Испаноязычные составляли 0,92 % населения независимо от расы.
В составе 30,00 % из общего числа домашних хозяйств проживают дети в возрасте до 18 лет, 56,30 % домашних хозяйств представляют собой супружеские пары проживающие вместе, 8,90 % домашних хозяйств представляют собой одиноких женщин без супруга, 32,00 % домашних хозяйств не имеют отношения к семьям, 28,00 % домашних хозяйств состоят из одного человека, 12,00 % домашних хозяйств состоят из престарелых (65 лет и старше), проживающих в одиночестве. Средний размер домашнего хозяйства составляет 2,43 человека, и средний размер семьи 2,98 человека.
Возрастной состав округа: 24,40 % моложе 18 лет, 6,40 % от 18 до 24, 28,20 % от 25 до 44, 24,00 % от 45 до 64 и 24,00 % от 65 и старше. Средний возраст жителя округа 40 лет. На каждые 100 женщин приходится 90,50 мужчин. На каждые 100 женщин старше 18 лет приходится 86,00 мужчин.